# Moisés Rosado
Moisés Rosado (1 de julio de 1998) es un deportista mexicano que compite en judo. Ganó una medalla de bronce en el Campeonato Panamericano de Judo de 2021 en la categoría de –60 kg.

## Palmarés internacional
| Campeonato Panamericano | Campeonato Panamericano | Campeonato Panamericano | Campeonato Panamericano |
| Año                     | Lugar                   | Medalla                 | Categoría               |
| ----------------------- | ----------------------- | ----------------------- | ----------------------- |
| 2021                    | Guadalajara (México)    | Medalla de bronce       | –60 kg                  |